# EUROMAP63
EUROMAP63は、EUROMAPとSPI（米国ワシントンDCのプラスチック産業協会）の技術委員会が合同で設置した通信プロトコル委員会 (CCP) により制定された、プラスチック機械製造元が使用するためのデータ交換インタフェース（標準プロトコル）である。

## 採用規則
このプロトコルを作成するにあたり、以下の規則が採用された。
- このプロトコルは、できるだけ多くの既存の標準およびプロトコルを用いて開発するものとする。

この規則は、開発時間を短縮して最終的なプロトコルの信頼性を確保するために設計された。また、各種標準およびプロトコルを説明する既存の書物と参考文書があるので、開発者とエンドユーザーの理解が容易になる。
- このプロトコルは既存の容易に使用できる技術を用いるものとし、処理機器の正常な動作に干渉しないものとする。

製造元の多くは通信機能を持つ様々な機器を既に開発しているので、このプロトコルは既存の機器の設計に組み込むことができなければならない。また、通信ハードウェアとソフトウェアの追加は、処理機器の主な動作機能に影響を及ぼさないことが必要である。
- このプロトコルの目的は、集中型のコンピュータシステムから各種プラスチック加工機器を集中的に設定および監視できるようにすることである。このプロトコルは機器の安全運転に必要な機能に使用しないものとし、機器の直接の制御にも使用しないものとする。

中央のコンピュータは機器を実際に制御はしないが、このプロトコルは中央のコンピュータが機械の動作パラメータを設定してプロセスデータを監視できるようにする。このプロトコルは、機器を直接制御する機能または機器の安全な運転に必要な機能を提供しない。また、どのようなときでも機器の制御機能または安全機能は通信ネットワークの動作に依存しない。

## 特徴
このプロトコルは、委員会の採用した一般要求事項を満たすため、ファイルベース通信 (FCB) モデルが作成された。
ファイルベースのデータ交換インタフェースは、使用する制御システムの製造元または種類に関係なく、相異なるアプリケーションプログラムが様々な機械の情報にアクセスするための標準的な方法を提供する。
インタフェースはASCIIファイルによって達成される。下位のネットワークファイルシステムは、分散ネットワークファイルサーバーへのアクセスの提供に責任を負う。
「ジョブファイル (Job Files)」というファイルは、特定の機械との通信に用いる情報を識別するために作成される。機械は、情報を受け取ることと、
自身が「応答ファイル (Response File)」に書き込む情報を識別することを目的としてこのジョブファイルを処理する。これらのファイルの中には、コマンドと応答をASCIIコマンドトークンに基づく簡素なシンタックスを用いて書き込む。
例えば、ある機械に機械設定パラメータ一式を送るためのジョブファイルは、次のような体裁を持つことがある（キーワードは大文字表記）。
```
JOB test RESPONSE = test.log;   // Specification of the data set
UPLOAD “\\sv1\vol1\data\test”  // Use data from data set "test"
START TIME>= 10:05:00;        // Start upload at 10:05
```

この方法を用いると、自動的にジョブファイルを生成して返送された応答ファイルを処理することと、簡素なテキストエディタを用いて手作業でジョブファイルを作成して返送された応答ファイルを参照することにより、高性能の複雑なソフトウェアアプリケーションを活用して機械情報にアクセスすることができる。さらに、この方法により、標準データプロセス（パーソナルコンピュータ）のコンポーネントを用い、完備されたプロセス監視システムを作成することができる。
例えば、作成されたジョブ要求ファイルには文書処理プログラムを使用でき、返送された機械情報の解析にスプレッドシートプログラムを使用できる。また、コストが高く時間を要して信頼性の低い直接シリアル接続の代わりに、既存のプロセス監視システムを、通信の方法に基づいてこのファイルを使用するために容易に適用できる。

## 次世代規格
EUROMAP63が制定されたのが、2000年であり、ファイルベースのプロトコルということもあり、次世代の規格が待たれている。
EUROMAP77は、EUROMAP63の後継規格として、より速く、より柔軟なデータ交換を目指して、策定作業が進められている。
この規格は、インダストリー4.0 対応のため、通信規格として、OPC UAが使われる予定。

## 日本での取り組み
日本では、ヨーロッパより遅れており、各社独自のプロトコルでの接続は出来るが、相互接続が出来ていない。そこで、平成28年度「IoT推進のための社会システム推進事業」を活用し、プラスチック業界が一丸となった初のIoTシステム導入を推進する取り組みが行われようとしている。